# جائزة سان مارينو الكبرى 1985
جائزة سان مارينو الكبرى 1985 هو سباق فورمولا 1 أقيم بتاريخ 5 مايو 1985 في حلبة إنزو دينو فيراري، إيمولا، إميليا-رومانيا، إيطاليا. كان الثالث من أصل 16 في بطولة العالم لسباقات الفورمولا واحد موسم 1985. حلّ الإيطالي إيليو دي انجيليس أولا بينما جاء البلجيكي تييري بوتسين في المركز الثاني وحصل على المركز الثالث الفرنسي باتريك تامباي.